# Георги Костов (полицай)
Вижте пояснителната страница за други личности с името Георги Костов.
Георги Костов е български инженер, полицай, главен секретар на МВР от 2015 до 2017 г.

## Биография
Роден е на 7 април 1967 г. в град Хасково. Завършва Висшия техническия университет в София. През 1993 г. започва работа в МВР като разузнавач в 9-о РПУ в София. От 1998 г. е началник на група „Тежки престъпления“. От 2009 до 2010 г. е началник на сектор „Криминална полиция“ в 9 РПУ. В периода 13 септември 2011 – 1 август 2014 г. е директор на ОДМВР-Благоевград. От 1 август 2014 до 30 януари 2015 г. е директор на ОДМВР-Бургас. От 30 януари 2015 г. е заместник главен секретар на МВР. На 11 март същата година е назначен за главен секретар на МВР. От 11 май 2017 е директор на агенция „Митници“.